# Palaeospheniscus biloculata
Palaeospheniscus biloculata är en utdöd fågel i familjen pingviner inom ordningen pingvinfåglar. Den beskrevs 1970 utifrån fossila lämningar från miocen funna i Argentina.